# Le Petit Rigolo illustré
 (juin 2025).
Motif : Absence de sources
- Archive Wikiwix
- Bing
- Cairn
- DuckDuckGo
- E. Universalis
- Gallica
- Google
- G. Books
- G. News
- G. Scholar
- Persée
- Qwant
- (zh) Baidu
- (ru) Yandex
- (wd) trouver des œuvres sur Wikidata

| 1. | Préciser le motif de la pose du bandeau. | Précisez le motif de la pose du bandeau en utilisant la syntaxe suivante : {{admissibilité à vérifier\|date=juillet 2025\|motif=remplacez ce texte par le motif}}                             |
| 2. | Informer les utilisateurs concernés.     | Pensez à avertir le créateur de l'article, par exemple, en insérant le code ci-dessous sur sa page de discussion : {{subst:avertissement admissibilité à vérifier\|Le Petit Rigolo illustré}} |

Le petit rigolo illustré est une série de bande dessinée franco-belge humoristique, publiée sous forme de strip, créée dans le journal de Spirou n° 2682 par Sergio Salma souvent aidé par différents scénaristes, la série a été reprise en 2007 sous le nom Le petit rigolo.

## Publication

### Album
La série n'a pas eu d'album.

### Pré-publication
La série a été publiée dans le journal de Spirou entre 1989 et 1991, puis en 2007.